# Darchula
Darchula é uma cidade do Nepal.